# 斯捷潘卡·希尔格托娃
斯捷潘卡·希尔格托娃（捷克語：Štěpánka Hilgertová，1968年4月10日—），旧姓普罗什科娃（Prošková），捷克女子皮划艇运动员。她曾代表捷克斯洛伐克、捷克参加1992年、1996年、2000年、2004年、2008年和2012年夏季奥林匹克运动会皮划艇比赛，获得二枚金牌。